# Промінь (Кам'янський район)
Про́мінь (до 2016 року — Червоний Промінь) — село в Україні, у Кам'янському районі Дніпропетровської області. Входить до складу Криничанської селищної громади.
Колишній орган місцевого самоврядування — Промінська сільська рада. Населення — 423 мешканця.

## Історія
Село Промінь було засновано в 1925 році. Порівняно із іншими сусідніми селами — це село є молодим.
Називалось село Промінь, бо від нього йшла пряма (мов промінь) дорога на смт Кринички. Та на честь Червоної Армії село назвали Червоний Промінь.
У 1927 році був створений колгосп.
Пізніше під час централізації сіл (кінець 70-х років) жителів переселяли до центральних садиб. В той час село Червоний Промінь збільшилося по кількості населення за рахунок жителів, Новоукраїнки та Грушівки, які вважались неперспективними. На Грушівці залишилися пенсіонери, люди похилого віку, а Новоукраїна зовсім обезлюдніла.

## Географія
Село знаходиться за 1,5 км від правого берега річки Мокра Сура, на відстані 1,5 км від села Оленівка.

## Населення

### Мова
Розподіл населення за рідною мовою за даними перепису 2001 року:
| Мова            | Відсоток |
| --------------- | -------- |
| українська      | 94,6 %   |
| російська       | 4,5 %    |
| інші/не вказали | 0,9 %    |

## Економіка
- «Агросвіт», ТОВ.
- «Дружба», ТОВ.

## Об'єкти соціальної сфери
- Школа.
- Дошкільний навчальний заклад.
- Будинок культури.
- Фельдшерсько-акушерський пункт.

## Пам'ятки
- Братська могила радянських воїнів

## Постаті
- Кузьма Микола Володимирович (1987—2014) — молодший сержант Збройних сил України, учасник російсько-української війни.